# Tętnica poprzeczna szyi

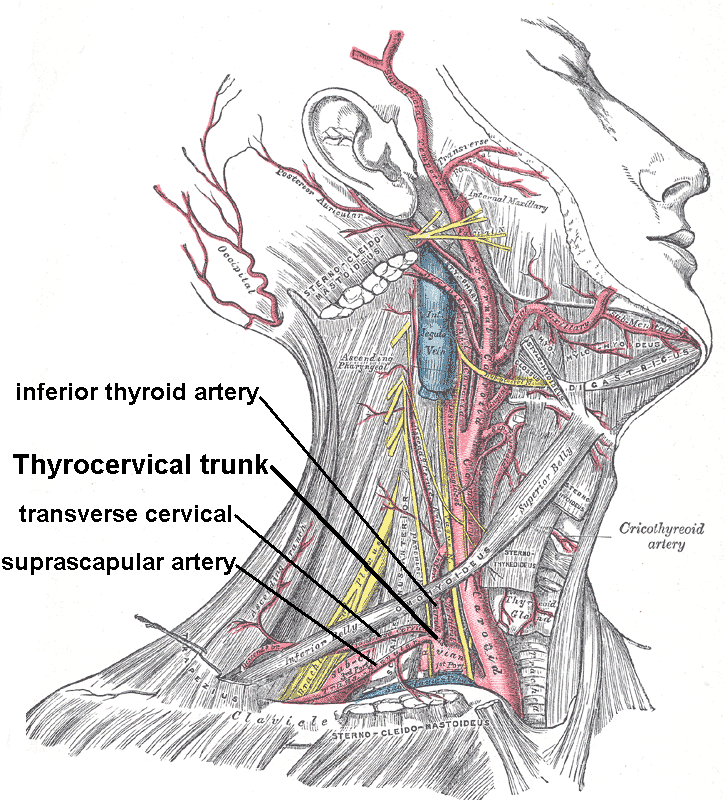
Naczynia, nerwy i mięśnie szyi. Podział pnia tarczowo-szyjnego opisany na rycinie po angielsku.
Thyrocervical trunk – pień tarczowo-szyjny
suprascapular artery – tętnica nadłopatkowa
transverse cervical – tętnica poprzeczna szyi
inferior thyroid artery – tętnica tarczowa dolna

Tętnica poprzeczna szyi (łac. arteria transversa cervicis, arteria transversa colli) – w anatomii człowieka jedna z gałęzi pnia tarczowo-szyjnego.

## Przebieg
Przebieg tętnicy jest bardzo zmienny. Najczęściej (55%) odchodzi od pnia tarczowo-szyjnego powyżej odejścia tętnicy nadłopatkowej, kieruje się bocznie i do tyłu, przecina trójkąt boczny szyi, dochodzi do przedniego brzegu mięśnia czworobocznego i tam dzieli się na gałąź powierzchowną i głęboką.
Na przebiegu tętnica krzyżuje najpierw od przodu mięsień pochyły przedni i nerw przeponowy, a następnie przykryta jest mięśniem mostkowo-obojczykowo-sutkowym. Po stronie lewej, pod wspomnianym mięśniem, krzyżuje ją od przodu końcowy odcinek przewodu piersiowego. Po wyjściu spod mięśnia mostkowo-obojczykowo-sutkowego wstępuje do dolnej części trójkąta bocznego szyi, w głębi trójkąta łopatkowo-obojczykowego, gdzie przecina splot ramienny od jego przodu.

## Gałęzie

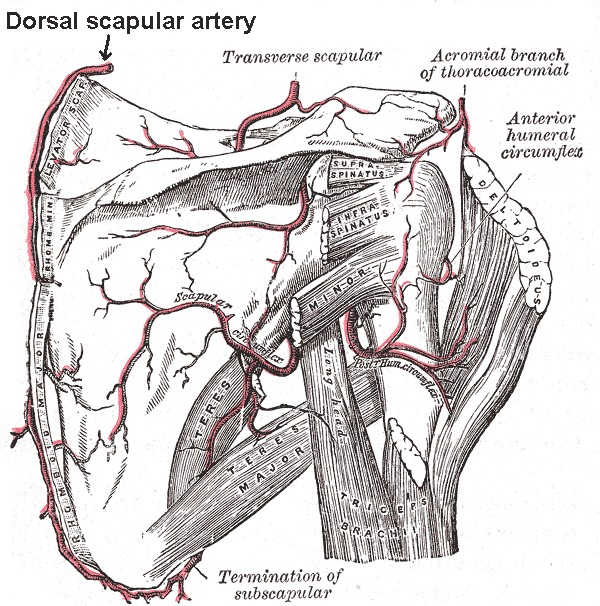
Przebieg gałęzi głębokiej tętnicy poprzecznej szyi (na rycinie opisana pod nazwą Dorsal scapular artery – tętnica grzbietowa łopatki).
levator scap. – przyczep mięśnia dźwigacza łopatki
rhomb. min – przyczep mięśnia równoległobocznego mniejszego
rhomboid major – przyczep mięśnia równoległobocznego większego

Tętnica poprzeczna szyi rozgałęzia się na gałąź powierzchowną (łac. ramus superficialis) i gałąź głęboką (łac. ramus profundus).
Gałąź powierzchowna podąża ku górze. Wnika w przedni brzeg mięśnia czworobocznego, rozgałęzia się w nim i w głębiej znajdujących się mięśniach karku oraz oplata pobliskie węzły chłonne. Gałąź powierzchowna zespala się z gałęzią zstępującą tętnicy potylicznej współtworząc sieć karkową (łac. rete nuchale).
Gałąź głęboka bywa często podwójna, wówczas jedna z nich jest przyśrodkowa, a druga boczna. Pojedyncza gałąź głęboka podąża do boku, do dołu i nieco ku tyłowi. Biegnie pod mięśniem dźwigaczem łopatki do jej górnego kąta, następnie zstępuje do przodu od mięśni równoległobocznych (jedno z odgałęzień tętnicy dzieli mięśnie równoległoboczne na mięsień większy i mniejszy), wzdłuż brzegu przyśrodkowego łopatki do jej kąta dolnego. Na tym odcinku przyśrodkowo do gałęzi tętniczej biegnie nerw grzbietowy łopatki. Gałąź głęboka wysyła drobniejsze odgałęzienia do okolicznych mięśni, a ku dołowi zespala się z końcowymi odcinkami tętnicy nadłopatkowej i tętnicy podłopatkowej tworząc sieć barkową (łac. rete acromiale) i sieć łopatkową (łac. rete scapulare). Zespolenia z tętnicami międzyżebrowymi tylnymi biorą udział w tworzeniu sieci klatki piersiowej (łac. rete thoracicum). 

## Odmiany
Bardzo często (45%) tętnica, odchodząc od pnia tarczowo-szyjnego, nie oddaje gałęzi głębokiej i wówczas przyjmuje nazwę tętnicy szyjnej powierzchownej (łac. arteria cervicalis superficialis). Gałąź głęboka odchodzi wtedy bezpośrednio od tętnicy podobojczykowej przyjmując nazwę tętnicy łopatkowej zstępującej (łac. arteria scapularis descendans). Tętnica łopatkowa zstępująca może odejść z części szczytowej tętnicy podobojczykowej ku tyłowi od mięśnia pochyłego przedniego (23%) albo z części zstępującej tętnicy podobojczykowej bocznie od tego mięśnia (22%). W dalszym przebiegu przebija splot ramienny, najczęściej pomiędzy C6 a C7, lub (znacznie rzadziej) leży ku tyłowi od niego.